# Oxyomus jucundulus
Oxyomus jucundulus är en skalbaggsart som beskrevs av Louis Albert Péringuey 1901. Oxyomus jucundulus ingår i släktet Oxyomus och familjen Aphodiidae. Inga underarter finns listade i Catalogue of Life.